# Route nationale 851
Pour les articles homonymes, voir Route 851.
La route nationale 851 ou RN 851 était une route nationale française reliant Cauro au col de Cellacia (Casalabriva). À la suite de la réforme de 1972, elle a été déclassée en RD 302.
Le numéro de RN 851 fut attribué en 2006 à l'ancienne section de l'A 85 entre Druye et Joué-lès-Tours, ce tronçon a ensuite été transféré au département d'Indre-et-Loire sous le nom de RD 751.

## Ancien tracé de Cauro à Casalabriva (D 302)
- Cauro
- Col de Bellevalle
- Bisinao 41° 50′ 31,57″ N, 8° 52′ 23,28″ E
- Col d'Aja Bastiano
- Cognocoli-Monticchi 41° 49′ 42,77″ N, 8° 54′ 19,07″ E
- Pila-Canale 41° 48′ 55,95″ N, 8° 54′ 28,77″ E
- Sollacaro 41° 44′ 41,76″ N, 8° 54′ 43,87″ E
- Casalabriva 41° 44′ 36,49″ N, 8° 55′ 48,26″ E